# 辉瑞-BioNTech 2019冠状病毒病疫苗
辉瑞-BioNTech 2019冠状病毒病疫苗（簡稱：輝瑞BNT疫苗、輝瑞疫苗、BNT疫苗，代號：BNT162b2，商品名：、復必泰，國際非專利藥品名稱：tozinameran），是一種專門對抗严重急性呼吸系统综合征冠状病毒2（SARS-CoV2）的2019冠状病毒病疫苗，為一種信使核糖核酸（mRNA）疫苗，由德國BioNTech及美國輝瑞合作開發。輝瑞與BioNTech於2020年11月18日公佈疫苗在第三期臨床測試的有效率達到95%，隨後於11月20日向美國食藥局（FDA）申請緊急授權使用許可，美國於12月11日宣布批准緊急使用BNT162b2疫苗，並於2020年12月31日成為世界衛生組織首款核准使用的預防2019冠状病毒病疫苗。輝瑞與BioNTech在2021年4月1日發表跟進接種者6個月的研究報告，在收集12,000名完成兩劑疫苗注射並超過6個月的人士的數據進行分析後，顯示疫苗在現實世界的有效率為91.3%，並且沒有出現嚴重副作用，而有效率在所有年齡、性別及種族都大致相同。2021年8月23日，輝瑞疫苗通過數據審核獲美國食藥局（FDA）批准正式授權使用，可為美國16歲或以上的人士施打。
BNT162b2疫苗是德國BioNTech與美國輝瑞製藥各投入一半開發經費的研發成果，在開發初期更由輝瑞承擔全部研發經費，BioNTech則在疫苗上市後向輝瑞分期還款，BNT162b2疫苗於2020年12月成為首種研發成功並實用化的核糖核酸疫苗。美國食藥局已批准BNT162b2疫苗可供6個月或以上的嬰兒、兒童、青少年及成年人接種。
復星醫藥於2020年3月投資1.35億美元（約合1.20億歐元），從而成為BioNTech信使核糖核酸疫苗在台灣、中國大陸的代理商，並選取候選疫苗BNT162b1在中國大陸進行臨床試驗，以符合中華人民共和國藥監部門對引入外國藥品到中國大陸上市的要求，惟復星醫藥於2020年11月決定放棄候選疫苗BNT162b1的後續測試，改為引進由BioNTech與輝瑞研發成功的BNT162b2疫苗到中國大陸市場，並將BNT162b2疫苗命名「復必泰」。但中华人民共和国官方媒体时常质疑這種疫苗的安全性，指有多名该疫苗的接种者在接种后死亡，又稱核糖核酸疫苗的技術與中國滅活疫苗相比並不成熟，且稱歐美國家因為疫情嚴重而要這種採用嶄新技術的疫苗倉促上市。
2022年8月，莫德纳发布新闻稿，表示已在美国马萨诸塞联邦地区法院及德国杜塞尔多夫地区法院起诉辉瑞及BioNTech，指控两者联合生产的COVID-19疫苗侵犯其mRNA技术专利，称该专利是他们在疫情开始前已经开发的技术。

## 保存及使用

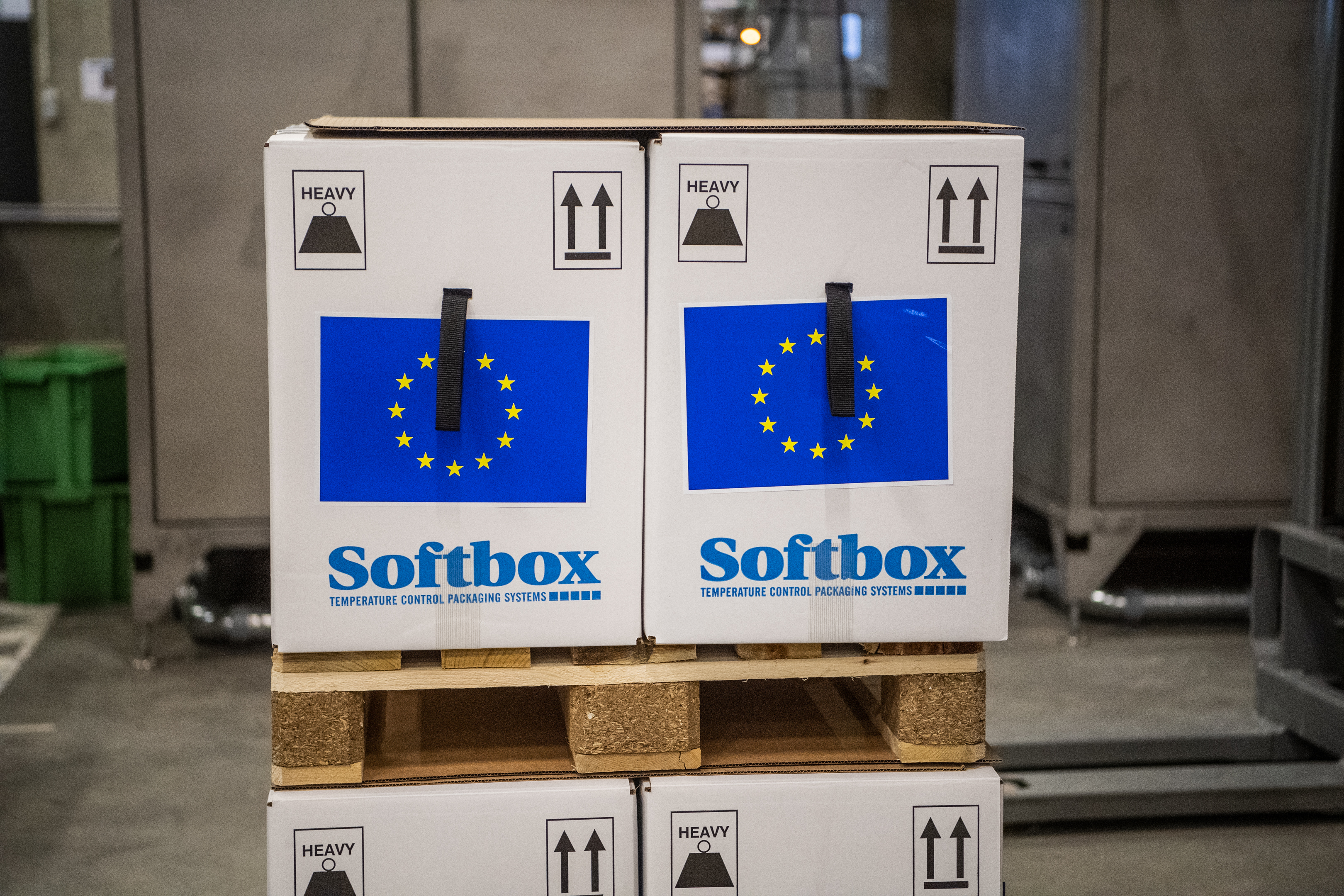
在輝瑞疫苗廠內的Softbox運輸箱，配合乾冰維持疫苗處於低溫狀態，箱內配有溫度監測裝置

因為輝瑞疫苗的mRNA顆粒容易降解，而低溫可抑制mRNA顆粒的活性，為減慢疫苗的失效時間，尚未計劃使用的疫苗須要貯存在超低溫的環境。未稀釋的輝瑞疫苗在−80 °C（−112 °F）至−60 °C（−76 °F）可保存6個月，在−20 °C（−4 °F）可放置2週，在2 °C（36 °F）至8 °C（46 °F）可存放5天，在室溫下可放置2小時，疫苗應避免受到陽光及紫外線的照射。為安全發送疫苗，輝瑞因此設計了一種可重複使用的疫苗運輸容器，該隔熱容器使用乾冰保冷，內有5層托盤，每層托盤可放置195個疫苗小瓶，容器連同乾冰及疫苗的總重量為36.5公斤，放入20公斤的乾冰可維持容器內的溫度處於−80 °C（−112 °F）至−60 °C（−76 °F）最長8天，可補充乾冰延長貯存時間，容器裝有溫度監察裝置持續檢測疫苗的貯存溫度，而在配送的過程中會以全球定位系統追踪疫苗的運輸時間及路線。
貯存在−80 °C（−112 °F）或−20 °C（−4 °F）的輝瑞疫苗在使用前，先要轉移到溫度在2 °C（36 °F）至8 °C（46 °F）之間的冰箱解凍，疫苗一旦開始解凍程序，便須要在5天內使用，不可放回超低溫冷藏庫或冷凍櫃。疫苗在即將使用前，需要預先從2 °C（36 °F）至8 °C（46 °F）的冰箱取出，在室溫解凍約10分鐘。在室溫完成解凍後，接著進行稀釋程序，先把藥瓶反复顛倒10次，然後將1.8毫升的生理鹽水注入藥瓶內，再反复顛倒藥瓶10次混和疫苗與生理鹽水。藥瓶一旦移到室溫解凍，不論是否已經稀釋，都不可放入冰箱再次冷藏。每個藥瓶的標準容量可供5人接種，但如果採用低死角注射器，便可減少疫苗液體殘留在針筒內產生的浪費，每個藥瓶便足夠供6人接種，另有在日本京都的醫院稱使用胰島素注射器可將每瓶5劑的抽取量增至7劑。稀釋後的疫苗在30 °C（86 °F）以下可放置6小時，世衛建議在注射前才使用注射器從藥瓶抽入所需的疫苗劑量，不建議預先裝入注射器內，並且應在藥瓶註明稀釋疫苗的時間，稀釋後的疫苗應盡快施打，在室溫放置超過時限的疫苗需要棄置，不得再冷凍重用。
歐洲多國推行疫苗接種計劃後發現輝瑞疫苗的保質期在未開封下可以延長，與輝瑞製藥進行研究及商討後，歐洲藥品管理局在2021年5月17日宣布未開封的輝瑞疫苗，在2 °C（36 °F）至8 °C（46 °F）的貯存時間可由原來的5天延長至31天，這樣即使使用一般冰箱也可保存一個月，能夠提高疫苗調配的靈活性。
每瓶輝瑞疫苗在使用前必須注入生理鹽水稀釋，而這個程序卻成為前線人員其中一個最容易發生疏忽的步驟。在德國、以色列、澳洲及新加坡等地都曾經發生給接種者注射超量疫苗的事故，大部分個案都涉及醫護人員忘記將疫苗稀釋，便以針筒提取在瓶內的濃縮疫苗，繼而為接種者錯誤注射是標準劑量4至5倍的疫苗，導致接種者需要被送入醫院接受觀察。輝瑞製藥表示，在早期的試驗中曾經包括更高的劑量，並未發現會對接種者造成嚴重影響。另一方面，英國及美國實施全民接種時發現每瓶輝瑞疫苗的可供使用量比標準的5劑份量更多，疫苗經稀釋後每瓶的藥劑達到2.25毫升，以每劑0.3毫升為標準，即每瓶疫苗在稀釋後相當於7.5劑的劑量。輝瑞製藥表示，每瓶的多餘劑量是為了避免運輸時可能發生的溢出及應付施打時的突發情況。因為先前未有獲得許可使用瓶內的剩餘疫苗，所以前線醫護人員都會按照藥廠的使用建議，抽取5劑疫苗後便將疫苗藥瓶棄置。由於疫苗供應緊張，英國國民保健署、美國食品及藥物管理局其後均向負責疫苗接種計劃的人員發出通告，告知可用盡每瓶疫苗的剩餘劑量，無須受制於每瓶供5人接種的標準而將剩餘的劑量丟棄，避免可用的疫苗劑量被浪費，但同時提醒不應混合來自不同藥瓶的剩餘疫苗，防止疫苗受到污染。
輝瑞疫苗需要以肌肉注射方式接種兩次，建議在上肢的三角肌注射，每劑0.3毫升，兩劑之間相隔21天至28天。世衛建議一般接種者在注射疫苗後應觀察15分鐘，對於較高風險及過往有過敏反應的人士，觀察時間應延長至30分鐘。輝瑞疫苗不應接種於對聚乙二醇有過敏的人士。世衛指出接種輝瑞疫苗後發生嚴重過敏反應的情況十分罕見，而正確的診斷及急救措施對避免危及性命至關重要，對於已經失去知覺的接種者，必須保持其氣道暢通，可在接種疫苗的另一手臂的三角肌或大腿外側注射肾上腺素作為急救措施，但不得過量及必須留意接種者是否有中毒症狀，並應召喚救護車或專業醫療隊伍為出現嚴重過敏的接種者提供醫療協助。

## 開發過程

### 研發背景
早在2018年8月，德國BioNTech與美國輝瑞製藥便開始針對傳染性強且變異快速的流感病毒，共同合作開發mRNA疫苗。2020年1月，BioNTech創辦人兼總裁烏爾·薩欣在醫學期刊《柳葉刀》閱讀到一篇在中國出現新病毒的文章，薩欣深信這種由中國部分地區迅速蔓延的新型冠狀病毒勢必成為全球大流行的疾病，於是展開名為「光速」的疫苗研發計劃，將BioNTech在癌症免疫治療的技術用於開發疫苗。BioNTech的科學家都為了加快研發進度而取消休假，並嘗試從不同組合及抗原的mRNA疫苗中逐步收窄範圍，選取最有可能成功的潛在疫苗，但經過揀選後仍有多種候選疫苗需要測試，薩欣認為如要迅速研發疫苗便需要得到幫助，而在2018年與輝瑞合作開發流感疫苗的過程中，因為同為科學家及移民的個人背景，薩欣和輝瑞行政總裁阿爾伯特·博爾拉成為了好友，薩欣開發新型冠狀病毒疫苗的計劃因此得到輝瑞行政總裁博爾拉提供一大幫助。由於BioNTech採用的mRNA疫苗技術比傳統技術可加快疫苗開發的時程，而輝瑞製藥在臨床測試、數據分析、項目管理及申請藥物註冊等方面具有豐富經驗，因此2019冠狀病毒病疫情爆發後，雙方很快便將mRNA疫苗的開發技術投入在冠狀病毒疫苗的研發，BioNTech與輝瑞製藥在2020年3月17日宣布达成共同开发冠狀病毒疫苗的协议，BioNTech負責mRNA技術平台，輝瑞製藥負責组织临床试验及數據分析，並向台灣、中國大陸以外的世界各國政府的藥品管理部門申请使用許可，為疫苗的量產和上市鋪平道路，輝瑞同時同意為該疫苗的研發出資至少1.85億美元，並預支應由BioNTech負擔的50%研發經費，直到疫苗上市後，BioNTech再分期向輝瑞還款，最終達到BioNTech與輝瑞各自提供50%疫苗開發經費的出資比例。

### 第一及二期臨床試驗
輝瑞製藥和BioNTech的研發計劃包括四種候選疫苗，分別是BNT162a1、BNT162b1、BNT162b2及BNT162c2，各有不同組合形式的mRNA及目標抗原，並透過第一期及第二期臨床試驗識別最安全及最有效的潛在疫苗。2020年4月，辉瑞和BioNTech計劃在美国及德国對4款候选疫苗進行第一、二期临床试验。候選疫苗BNT162b1於2020年5月4日在美國展開第一、二期臨床試驗；BNT162b1的臨床測試共有105位參與者，當中60位年齡介乎18至55歲的參與者被隨機分配到10、20、30或100微克的劑量組別，這四個劑量組別各有15人，當中的12人接種疫苗，其餘3人注射安慰劑，在10、20及30微克的劑量組別的受試者分兩次及相隔21天注射相同劑量的疫苗或安慰劑，100微克的劑量組別則只注射一次疫苗或安慰劑；另有45位年齡介乎65至85歲的參與者接受相同的BNT162b1臨床測試，但沒有100微克的劑量組別。在美國進行的候選疫苗BNT162b2第一、二期臨床試驗共有90位參與者，測試模式與BNT162b1相仿，但BNT162b2不設100微克劑量的測試。2020年7月1日，候选疫苗BNT162b1在美国的临床试验结果公布；7月20日，也公布了候选疫苗BNT162b1在德国的临床试验结果。輝瑞製藥與BioNTech向美國食品藥品管理局提交以「快速通道」加快審核BNT162b1及BNT162b2的申請於7月13日獲得批准。
2020年7月27日，辉瑞和BioNTech宣布共同分析各候選疫苗的第一、二期臨床試驗數據後，從候選疫苗中甄選出BNT162b2進行後續測試，並表示第三期臨床試驗將會是接種兩劑各30微克的BNT162b2疫苗。在美国完成的BNT162b1疫苗临床试验第一、二期结果，由輝瑞及BioNTech在2020年8月12日刊載於學術期刊《自然》上發表。2020年8月20日，辉瑞及BioNTech發布BNT162b1和BNT162b2在第一、二期臨床測試的對比資料，並表示正籌備BNT162b2的全球第三期臨床試驗，又預期第三期臨床測試最快可於2020年10月獲得初步結果。

### 第三期臨床試驗
BNT162b2的第三期臨床試驗由輝瑞主導進行，輝瑞負責設計及組織臨床試驗、數據收集、資料分析、闡明結果及編寫原始報告，BioNTech則提供臨床測試所需的BNT162b2疫苗及疫苗的技術資訊，協助輝瑞完成第三期臨床測試及撰寫完整報告。第三期臨床測試的初期共有2萬3千名志願者參與試驗計劃，輝瑞表示期望最少能夠有3萬名志願者參與第三期臨床測試。第三期臨床試驗共收到44,820人登記參加，但有部分志願者決定退出或未能維持聯絡，也有志願者因為在接受首劑注射前被驗出確診，或者屬於感染後的痊癒者而不適合該項試驗，有部分志願者經檢查後被發現身體狀況不適合參加測試，亦有女志願者被驗出懷孕而退出，所以獲安排接受注射第一劑疫苗或安慰劑的參與者為43,448人，他們被隨機分配到疫苗群組或安慰劑群組，在疫苗群組的21,720人獲分兩次注射劑量為各30微克的BNT162b2，在安慰劑群組的21,728人則分兩次注射安慰劑，注射第一劑後的第21天再獲安排注射第二劑疫苗或安慰劑，並會被跟進健康狀況最少兩個月，第三期臨床測試採集統計數據的截止日期定於2020年10月9日，而被輝瑞成功持續跟進兩個月的參與者共37,706人，他們的健康狀況成為第三期臨床試驗報告的主要數據來源。這37,706位參與者主要招募自阿根廷、巴西、南非及美國，女性佔49.4%，人種以佔82.9%的白人為主，其次是非裔佔9.3%、亞裔佔4.3%，其餘參與者包括美洲原住民、夏威夷原住民、太平洋海島原住民，以及多族裔的人士，在各族裔中有28%的志願者有拉丁血統，關於人種及族裔的背景資料由志願者自行申報。臨床試驗參與者的年齡最小為16歲，最年長為91歲年齡，55歲以上的較年長人士佔42.2%，而年齡中位數是52歲。臨床試驗的參與者包括乙型肝炎、丙型肝炎及愛滋病的受感染人士。
2020年10月14日，輝瑞與BioNTech在《新英格蘭醫學期刊》發表BNT162b1和BNT162b2的對比研究報告，顯示BNT162b2在第二期臨床測試中相對於BNT162b1的嚴重過敏反應率更低，这成为BNT162b2被选中應用於第三期临床试验的一大原因。輝瑞與BioNTech在7月27日宣布選定BNT162b2作第三期臨床試驗後，其餘候選疫苗包括BNT162b1則被輝瑞與BioNTech中止後續測試。10月18日，輝瑞向英國傳媒透露其位於比利時的疫苗廠已經生產出數十萬劑疫苗，外界認為這是顯示BNT162b2的第三期臨床測試取得成功的訊息。
2020年11月9日，輝瑞製藥發表BNT162b2疫苗第三期臨床測試的首份中期研究報告，接受疫苗測試的參與者分兩次注射BNT162b2疫苗，在第二次注射疫苗後的第7日，疫苗產生的有效性超過90%，在首次注射的第28日就能達到這個保護效果，對比注射安慰劑的試驗群組，顯示注射BNT162b2的疫苗群組有效預防受到感染，並且在第三期臨床測試中沒有錄得任何嚴重副作用，輝瑞又稱預期可於11月內向美國食品藥物管理局申請緊急使用授權。
因為輝瑞製藥在11月9日發表的第三期臨床測試中期報告顯示BNT162b2疫苗的免疫效果顯著，有效率超越90%，比普通流感疫苗只有70%左右的有效率更高，這個消息被投資者視為可扭轉2019冠狀病毒病疫情日漸嚴峻的局面，令經濟活動得以重啟及使人類可恢復正常生活，當日在這個利好消息的刺激下，道瓊斯指數及標準普爾500指數均創新高，道瓊斯指數在開市初段已急升1,610點。
輝瑞製藥於2020年11月18日發表BNT162b2疫苗第三期臨床測試的最終報告，報告顯示測試者注射兩劑BNT162b2疫苗後所產生的保護率為95%，高于美国食品药品管理局要求疫苗保護率最少50%的標準。輝瑞計劃於2020年11月的第三週向美国食品药品管理局申請BNT162b2疫苗的緊急使用授權，並預計於2020年年底將生產5000萬劑疫苗，又預期在2021年可生產約13億劑疫苗。輝瑞製藥在2020年11月向美國政府出售1億劑BNT162b2疫苗的報價為每劑19.5美元，歐盟於2020年11月11日簽署向輝瑞製藥訂購3億劑BNT162b2疫苗的合約，定價為每劑15.5歐元，即約為每劑18.9美元。

### 英國及美國批出緊急使用授權
2020年12月2日，輝瑞與BioNTech合作研發的BNT162b2疫苗獲得英國藥品及保健品管理局批准緊急使用授權，該疫苗打破多項世界紀錄，不但是首個得到國家的藥物監管部門批准使用，也是首種獲准上市的RNA疫苗，更是首支針對人類冠狀病毒的疫苗，還創下最快從立項至投入的研製速度，僅僅只使用了9個月。輝瑞與BioNTech在2020年12月10日於《新英格蘭醫學期刊》刊登BNT162b2疫苗在第三期臨床試驗集數據、安全性及有效性的論文。在第三期臨床試驗報告顯示，在36,523名無證據顯示曾經受到病毒感染的志願者中，在接受第二劑注射的第7天以後，疫苗群組有8人染病，而對照的安慰劑群組則有162人染病，BNT162b2疫苗的有效率為95%，而接種第一劑疫苗後的第12天可提供52.4%的保護率。2020年12月10日，美國食品藥品管理局召開疫苗與生物製品諮詢委員會會議，審視BNT162b2疫苗的臨床試驗報告及安全性等數據，之後委員會進行投票表決，以17票贊成、4票反對、1人棄權，建議美國食品藥品管理局批准BNT162b2疫苗可緊急使用於16歲或以上的人士。美國食品藥品管理局於2020年12月11日核發BNT162b2疫苗的緊急使用授權。

## 後續臨床試驗

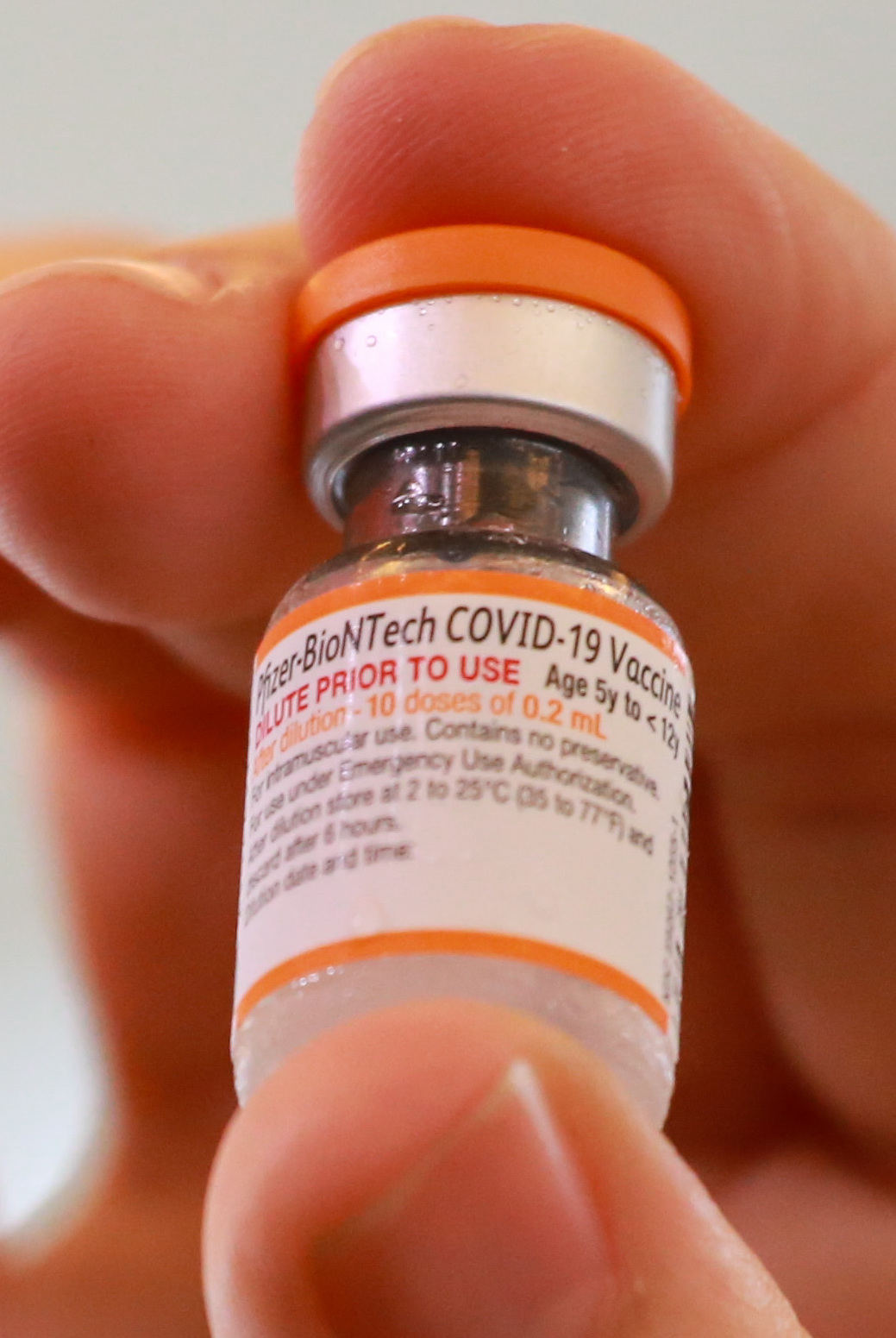
5至11歲兒童接種使用的輝瑞疫苗小瓶，內有10劑疫苗，每劑注射量為0.2毫升

### 青少年臨床試驗
輝瑞製藥與BioNTech在2021年4月1日發表為12歲至15歲青少年接種BNT162b2疫苗的第三期臨床試驗報告，這項臨床測試於美國進行，在注射安慰劑的1,129人中有18人受到肺炎病毒感染；其餘1,131人接種BNT162b2疫苗則沒有任何確診，顯示疫苗在12至15歲測試者的有效率比成年人更佳，在這次測試中達到100%，副作用則與成年人類似，包括疼痛、疲倦、發熱等，但沒有嚴重的不良反應。
加拿大衛生部於2021年5月6日批准可為12歲至15歲的青少年接種輝瑞疫苗，美國食品藥品管理局於5月10日修訂緊急使用授權，將輝瑞疫苗的接種人群年齡下限由16歲下調至12歲，5月12日获疾病控制与预防中心采纳。

### 兒童臨床試驗
2021年3月25日，輝瑞製藥宣布已經與合作夥伴BioNTech為12歲以下兒童注射BNT162b2疫苗展開臨床測試，第一、二期臨床測試有144人參與，最年輕的是6個月大的嬰兒，首批參加臨床測試的兒童已經接受了注射，並會分兩針注射10、20或30微克的疫苗，測試不同劑量下的安全性，輝瑞製藥表示計劃最終會有約4,500名兒童參與臨床測試。
2021年5月16日，輝瑞製藥宣布已完成為16名嬰兒注射第二劑疫苗，在這一階段的測試劑量為成年人的10分之1，其中最年幼的接種者是來自美國紐約州鮑德溫斯維爾的一名8個月大男嬰，這位名叫明寇拉（Vincenzo Enzo Mincolla）的男嬰在5月12日注射第二劑疫苗，而他在21天前已經接種了第一劑，為目前完成兩劑輝瑞疫苗注射的最年小接種者，這名男嬰的父母都是醫生，男嬰的父親稱明寇拉注射疫苗後並沒有出現任何過敏反應，吃喝睡都一如往常。美國目前只有4個地點可為5歲以下的幼童接種輝瑞疫苗，包括位於錫拉丘茲的紐約州立大學上州醫科大學。臨床試驗首席研究員多馬喬斯卡（Joseph Domashowske）表示，輝瑞已暫停為嬰幼兒注射疫苗的試驗，原因是所有接種疫苗的嬰兒都沒有出現任何副作用，有需要查證目前的注射劑量是否太低，研究團隊將會為嬰兒驗血，如果嬰兒接種疫苗後產生的抗體水平太低，或者沒有產生抗體，便要考慮為另外16位嬰兒注射較高劑量的疫苗，例如將劑量增加至10微克。
2022年6月17日，美國食品及藥物管理局發出緊急使用授權，BNT162b2疫苗適用於6個月以上的嬰兒及幼童接種。

## 產銷

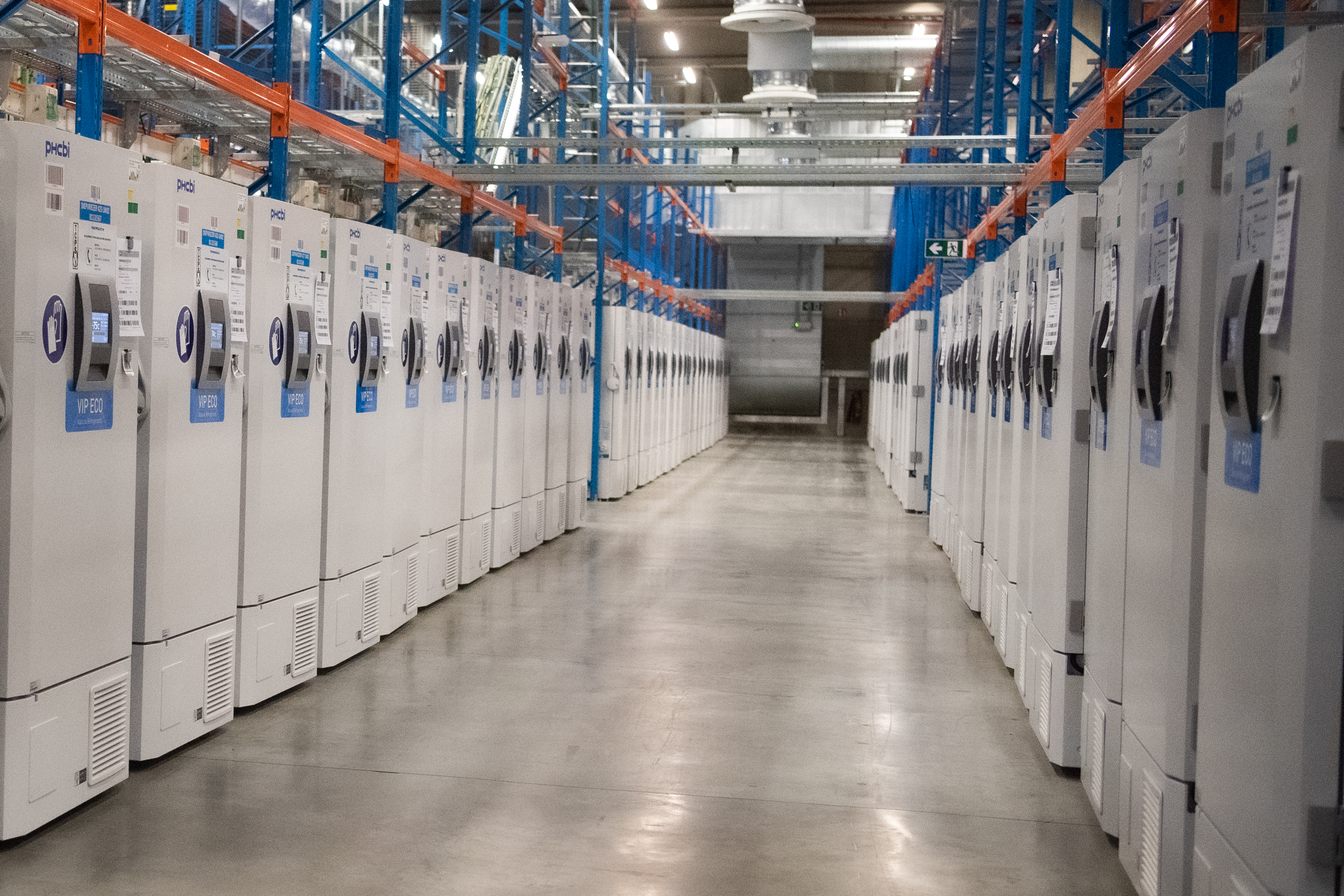
輝瑞設於比利時皮爾斯的疫苗廠內的一處疫苗冷藏庫

### 製造
BioNTech設有四家位於德國的疫苗廠，都在生產輝瑞疫苗，包括在2020年9月向瑞士諾華製藥購得在馬爾堡的疫苗廠。法國製藥公司賽諾菲在2021年1月宣布其位於德國法蘭克福的分廠將會協助BioNTech為輝瑞疫苗裝瓶及包裝。美國藥廠百特國際位於德國北萊茵-西發利亞的廠房，也於2021年3月起協助BioNTech生產輝瑞疫苗。法國總統馬克隆在2021年4月7日證實位於阿夫尔河畔圣雷米的德爾帕姆（Delpharm）藥廠剛開始協助生產輝瑞疫苗，為疫苗進行裝瓶及包裝。
輝瑞製藥在美國及歐洲都設有輝瑞疫苗的生產線，包括在美國密蘇里州切斯特菲尔德、馬薩諸塞州安多佛、密歇根州卡拉馬組的疫苗廠，歐洲的生產線位於比利時皮爾斯，輝瑞並且設有分別以美國威斯康辛州普列森普雷里及德國卡尔斯鲁厄為核心的物流網絡，只需3天便能將疫苗運送到全球各地。截至2021年6月29日，輝瑞疫苗已在全球102个国家和地区投入使用。

### 營銷
2020年3月17日，BioNTech與輝瑞製藥宣布达成共同开发冠狀病毒疫苗的协议，這是雙方繼2018年8月以4.25億美元合作開發mRNA流感疫苗後，BioNTech與輝瑞製藥另一深度合作研發項目。BioNTech負責mRNA技術平台，輝瑞製藥則以用其在疫苗研發、全球製造、分銷、物流，以及項目監管的豐富經驗與專業知識，負責组织临床试验及數據分析，並向台灣、中國大陸以外的世界各國政府的藥品管理部門申请使用許可，使共同研發的疫苗得以順利上市，輝瑞同時同意為該疫苗的研發出資至少1.85億美元，包括7200萬美元現金、1.13億美元的BioNTech股權投資，另有5.63億美元給予里程碑式的研究成果，而考慮到BioNTech的規模較小及資金不足，輝瑞在合作初期將提供100%的研發資金，直到疫苗走向商業化後，BioNTech再分期向輝瑞償還應付的50%研發經費，最終達到BioNTech與輝瑞各為疫苗提供50%研發經費的出資比例。2020年4月初，隨著臨床測試即將展開，輝瑞同意向BioNTech提供多7.48億美元的資金。
在營銷地域的劃分方面，BioNTech負責德國和土耳其的營銷和供應，復星醫藥負責台灣、中國大陸的應用和銷售，輝瑞則負責上述區域以外的全球各地，包括在美國、歐盟、英國、瑞士、日本、巴西及澳洲等地的營銷及供應，並申請疫苗的使用授權。此外，世衛組織於2021年1月22日與輝瑞製藥簽署協議，由輝瑞製藥以非牟利價格為世衛主導的COVAX提供4000萬劑疫苗。
2020年3月16日，復星醫藥宣布其控股子公司上海复星医药产业发展有限公司与BioNTech于美国东岸时间3月13日达成一项适用于中国大陆、香港、澳门及台湾的合作协议。复星医药同意向BioNTech支付8500萬美元的授權費及購買5000萬美元的BioNTech股份，从而取得BioNTech利用mRNA技术开发的疫苗在中国大陆及港澳台地区的代理權。復星醫藥负责该疫苗于中国大陆及港澳地区的临床试验、上市申请和市场销售，并承担相应的成本和费用。复星医药于2020年12月达成以2.5亿欧元向BioNTech预购首批5000万剂疫苗的采购协议，復星醫藥在2020年12月30日前向BioNTech預先繳付1.25億歐元，餘下的1.25億歐元則在中國藥監局批准上市後支付。根據供貨協議，復星醫藥如取得中國藥監局批准在中國大陸銷售輝瑞疫苗，BioNTech可在2021年向中國大陸出口1億劑疫苗。
2020年11月10日，复星医药将BNT162b2暂名“复必泰”；同年12月21日，輝瑞、BioNTech共同宣布BNT162b2獲歐盟有條件上市許可（Conditional Marketing Authorization，CMA），將以「Comirnaty」品牌銷售，其代表COVID-19、mRNA、群体免疫等術語的組合。
2021年4月15日，《中新网》報導稱歐盟已經與美國輝瑞公司達成增購18億劑輝瑞疫苗的協議，以應付阿斯利康疫苗及強生疫苗發生的交貨不足及安全性問題，報導又稱歐盟執委會主席烏爾蘇拉·馮德萊恩稱讚輝瑞疫苗安全，有可能在目前的疫苗供應合約到期後，集中採購mRNA技術生產的疫苗。
2021年4月30日，《路透社》報道輝瑞製藥和美國白宮有簽署協議，在2021年3月31日之前禁止將美國生產疫苗運輸到國外，在4月份才開始向墨西哥出口在美國工廠生產的輝瑞疫苗。
2021年6月11日，美國總統拜登在出席第47屆七大工業國組織會議前與輝瑞行政總裁博爾拉會晤，之後一同在記者會上宣布，由美國政府以成本價向輝瑞製藥購買5億劑在美國生產的輝瑞疫苗，無償贈送予全球約100個中低收入國家，並強調美國捐助疫苗不會附帶任何條件、不會籍此施壓、不要求任何回報。拜登又稱從8月起的今年內可送出2億劑疫苗，明年上半年則送出3億劑。輝瑞行政總裁博爾拉表示七大工業國集團為所有國家提供疫苗肩負著責任，美國響應這項使命，並感謝拜登與美國政府。

## 授權使用

### 国际组织
2020年12月31日，世界卫生组织将辉瑞-BioNTech的新型冠狀病毒疫苗列入紧急使用清单，成为自疫情暴发以来首个得到世卫组织紧急使用认证的疫苗。世衛組織在2021年1月22日宣布已經與輝瑞製藥達成協議，輝瑞製藥將以非牟利價格向世衛主導的全球疫苗分配機制（COVAX）提供4000萬劑疫苗，預算首批最快可於2月交付。
2021年2月3日，联合国儿童基金会宣布將通過全球疫苗分配機制（COVAX）向18個國家發放合共120萬劑辉瑞疫苗。
2021年5月6日，輝瑞和BioNTech宣布已經與國際奧林匹克委員會及日本政府達成捐贈疫苗的協議，由輝瑞為參加東京奧林匹克運動會及帕拉林匹克運動會的各國代表團提供疫苗，這些疫苗將於5月底前送交給各國代表團，以便在前往東京前可完成接種兩劑疫苗。國際奧委會主席托馬斯·巴赫歡迎達成捐贈疫苗的協議，認為是這屆奧運會能安全舉行的方法之一。國際奧委會表示鼓勵參賽者及工作人員接種疫苗，但不會強制接種，接種疫苗屬自願性質，東京奧運組委會向運動員及傳媒發出的指引亦指出接種疫苗並不是前往東京的條件。

### 北美洲
2020年12月9日，加拿大批准辉瑞疫苗的使用授权，是第三个批准辉瑞疫苗的国家，并确定了2000万剂疫苗的订购量。加拿大卫生部表示将从下周开始在全国范围内分发和注射疫苗，并计划每个加拿大居民都可以在2021年9月底前接种疫苗。加拿大自2021年3月起，每週從輝瑞的比利時廠房取得100萬劑疫苗；從2021年5月起，輝瑞在密歇根州卡拉馬祖市的疫苗廠開始出口美國生產的疫苗，運到加拿大的輝瑞疫苗增至每週200萬劑。
2020年12月11日，美國食品藥物管理局授予辉瑞疫苗的紧急使用授权。美國政府於2020年5月15日宣布啟動「曲速行動」（Operation Warp Speed），為疫苗研發企業提供贊助，籍此加快疫苗的研制和分發，不過輝瑞在2020年11月稱沒有申請美國政府提供的資金開發疫苗。
墨西哥於2020年12月11日批准紧急使用辉瑞疫苗，墨西哥政府向辉瑞购买了3440万剂疫苗，首批交付為25萬劑疫苗，并于2020年12月24日起从医务人员开始接种。2021年4月30日，墨西哥接收首批在美國生產的輝瑞疫苗。

### 中美洲及南美洲
2020年12月16日，哥斯达黎加批准辉瑞疫苗的紧急使用授权。哥斯达黎加政府與辉瑞在2020年10月1日簽署供應協議，輝瑞將於2021年向當地交付300万剂疫苗。
2020年12月17日，厄瓜多尔卫生监管局（Arcsa）批准辉瑞疫苗的紧急使用授权。而根据2020年10月与辉瑞达成的协议，厄瓜多尔将获得200万剂疫苗，并于2021年逐步交付。
2020年12月23日，阿根廷国家药品、食品与医疗技术管理局（ANMAT）批准辉瑞疫苗的紧急使用授权，并赋予辉瑞疫苗在阿根廷一年的销售权利。
2020年12月24日，智利公共卫生研究所（ISP）在22名医生和药物学家通過投票的一致同意下，批准辉瑞疫苗的紧急使用授权，可為16歲或以上的人士接種，並已签署购买1000万剂辉瑞疫苗的协议，預期首批3萬劑可於一周內運到。
2021年1月5日，哥伦比亚食品与药品监管局批准辉瑞疫苗紧急使用授权。首批疫苗165萬劑在2月15日交付，哥伦比亚当局于2月17日开始全国接种疫苗。
2021年2月2日，秘鲁卫生当局批准辉瑞疫苗的临时注册至2022年1月29日，并与辉瑞接近达成一项购买990万剂疫苗的协议，秘鲁政府於2月4日与辉瑞签署採購2000万剂疫苗的供應協議。
2021年2月23日，巴西卫生监管机构Anvisa宣布全面批准辉瑞疫苗的使用授权。巴西於2021年3月宣布向輝瑞購買1億劑疫苗，將分兩期交貨至2021年9月。

### 欧洲
2020年12月2日，英国药品与保健品管理局（MHRA）核發辉瑞疫苗的緊急使用授權，使英國成為全球首個使用辉瑞疫苗的国家，并宣布已经向辉瑞购买4000万剂疫苗，首批交付的疫苗约80万剂。12月8日，英国的一名91岁妇女率先注射首劑輝瑞疫苗，成為輝瑞疫苗在英國大規模接種的開始 。
瑞士治疗产品管理局（Swissmedic）于2020年12月19日批准辉瑞疫苗的正式使用授權，声明该疫苗完全符合安全性，功效和质量要求。輝瑞在兩個月前提交授權使用申請，因為瑞士法律沒有緊急使用授權，所以瑞士政府批出的是正式授權，這是輝瑞疫苗在全球各地的政府中首次獲發出全面使用授權。12月23日，在卢塞恩的一名90岁妇女成为辉瑞疫苗在瑞士的第一位接种者，这也标志着欧洲大陆开始大规模疫苗接种。
欧洲药品管理局（EMA）轄下人类使用药品委员会（CHMP）于2020年12月21日建议授予Tozinameran（BNT162b2）有条件的销售许可。该建议于当天被欧洲委员会接受，辉瑞疫苗因此在12月23日被授予在欧盟成员国的全面使用授权，非歐盟成員國的挪威、冰島及列支敦斯登，也因為是歐洲藥品監管局成員而批准使用。

### 非洲
盧旺達於2021年3月3日通過世衛主導的疫苗獲取機制（COVAX）接收10萬2000劑輝瑞疫苗，是首個通過該機制獲得輝瑞疫苗的非洲國家。

### 東亞及東南亞
新加坡总理李显龙于2020年12月14日发表电视讲话稱，新加坡卫生科学局（HSA）已经批准使用辉瑞冠病疫苗，他本人和其他内阁成员将成为首批接种疫苗的人。2020年12月21日晚上，首批輝瑞疫苗從比利時布魯塞爾運抵新加坡樟宜機場，新加坡成為亞洲首個獲得輝瑞疫苗的國家。2021年1月8日，总理李显龙和其内阁成员接種輝瑞疫苗，新加坡正式開始為全國公民、永久居民及長期居留證持有人免费接种疫苗。新加坡為加快疫苗供應，在2021年6月23日宣布將會接收一批名為Comirnaty（當地華文媒體譯「復必泰」）的疫苗。新加坡衛生部強調目前該疫苗為歐洲各地生產，並根據規範許可而有不同的標籤，與輝瑞（Pfizer-BioNTech）疫苗的生產程序及規格完全相同，也是由歐洲生產並直接運送到新加坡，兩者唯一的分別是標籤，不論接種的是輝瑞疫苗，還是Comirnaty，疫苗接種記錄都會註明為“Pfizer-BioNTech／Comirnaty”。
2020年12月，韓國政府向輝瑞採購首批2000萬劑疫苗，2021年2月增購600萬劑，4月24日再與輝瑞簽約追加4000萬劑，韓國截至2021年4月24日已購買6600萬劑輝瑞疫苗，當中有175萬劑已經送抵。
2021年1月8日，马来西亚药剂监管局（NPRA）和药品控制执法组（PBKD）批准有条件使用辉瑞疫苗许可。之后大马政府于1月11与辉瑞药厂签署生产供应协议，宣布加码采购1220万剂疫苗，以满足全国百分之39国人的全年需求，并于2月24日起从首相慕尤丁率领内阁成员开始全国范围免费接种疫苗。2021年3月8日，马来西亚政府再次与辉瑞签署新一份供应协议，宣布加码采购覆盖全国50%人民接种的辉瑞疫苗。
2021年1月25日，香港食物及衛生局批出BNT162b2疫苗的緊急使用許可。香港居民及駐港領事從3月10日起可免費接種兩劑BNT162b2疫苗。
2021年2月14日，日本厚生劳动省宣布在确认疫苗的安全性和有效性后，正式批准使用辉瑞疫苗，并于2月17日起从医务人员开始接种疫苗。而根據日本早前在2020年7月31日至2021年1月20日與辉瑞达成的协议，將在2021年底前向日本提供1.44亿剂疫苗。
2020年8月20日，中華民國政府由中央疫情指揮中心開始向德國BNT談引進事宜，直至同年11月才雙方正式以視訊會談，12月31日德國BNT提供最終版本合約內容，經雙方確認同意。2021年1月6日疫情中心呈報行政院核定購買並將簽署合約回傳德國BNT，1月7日台灣提供擬定好的新聞稿，1月8日德國BNT要求調整新聞稿後，修正後經雙方確認過沒意見，同天晚上德國BNT又要求將新聞稿中的「我國」改為「台灣」，1月9日指揮中心將新聞稿內容改為「台灣」，至1月15日德國BNT又要求重新評估疫苗量、調整時程，最後合約仍因故破局。卡關問題在復星醫藥與德國BNT簽訂取得台灣、中國大陸代理權時，但兩岸貿易法規定不得自中國大陸進口或生產的血清、血液製劑和疫苗等體內注射醫療品。7月，鴻海永齡基金會、台積電與慈濟基金會分別與政府簽訂代表國家授權與德國BNT和代理商復星醫藥爭取購買由德國原廠製造並直接進口至臺灣的BNT疫苗共1500萬劑，8月初，中華民國衛生福利部簽核BNT疫苗通過EUA；一批200萬劑7月底製造的BNT原廠疫苗預計運送往中國大陸，因中國大陸政府仍未通過BNT的EUA申請使復星醫藥中途放棄進口，使疫苗滯留在土耳其，由鴻海董事長郭台銘爭取、台積電出面購買，預計9月1日成為運抵臺灣的首批BNT原廠疫苗。

### 西亞
2020年12月4日，巴林宣布批准辉瑞疫苗的紧急使用授权。巴林衛生部宣布為了預防接種疫苗後仍受到感染，50歲以上、肥胖或患有慢性疾病的居民在完成接種兩劑中國國藥疫苗的6個月後，需要再接種一劑輝瑞疫苗作為加強劑。
2020年12月10日，沙特阿拉伯食品与药物管理局宣布批准辉瑞疫苗的使用授权。并确定在2021年2月底之前获得100万剂疫苗。
2020年12月12日，科威特药品监督与注册部门和公共卫生部组成的联合委员会经疫苗评估后，批准辉瑞疫苗的紧急使用授权，并在12月23日交付了首批15万剂疫苗。
2020年12月23日，阿拉伯联合酋长国迪拜卫生局（DHA）批准辉瑞疫苗的紧急使用授权，并免费为民众进行大规模接种疫苗运动。2021年1月28日，阿拉伯联合酋长国宣布计划在2021年底之前，向辉瑞购买足夠供其70%的人口接种的疫苗。

### 大洋洲
2021年1月25日，澳大利亚医疗监管机构宣布批准辉瑞疫苗的使用授权，並已經與輝瑞達成購買1000萬劑疫苗的協議，而且可在供應情況允許下向當地提供更多疫苗。澳大利亚于2月15日接收首批142,000剂辉瑞疫苗。
2021年2月2日，纽西兰政府宣布批准辉瑞疫苗的紧急使用授权。2月15日，輝瑞交予首批6萬劑疫苗。2月20日，當地从医务与边境人员和老年与残障人士开始接种疫苗。2021年8月30日，新西兰衛生部表示該國可能首次有人因接种辉瑞疫苗後死亡。

## 不良反应
注射BNT162b2疫苗后，較常見的不良反應是感到接種處腫痛及覺得疲倦，有部分接種者會有发烧、怕冷、头疼、肌肉疼痛、恶心等副作用，也有部分接種者可能會出現皮疹，這些不良反應通常在接種後的一兩天內出現，而接種第二劑後出現不良反應的情況比第一劑更為普遍，不過大部分症狀都屬於輕微，也有小部分症狀可能會對日常活動造成影響，但這些不良反應一般會在數天內自行消退。而在第三期臨床測試注射BNT162b2疫苗的21,720位測試者中，有4人發生又稱面癱的貝爾氏麻痹症，不過出現面癱的患者只要得到適當治療，可於1至2個月內完全康復，美國食品藥物管理局認為這些面癱個案與接種疫苗未能確定有因果關係。
美国疾病控制与预防中心建议16岁及以上的人士可接种疫苗。若本身对疫苗有严重过敏反应，则不应接种第二剂疫苗。同时在接种第一剂疫苗后出现立即性過敏反應的人也不应接种第二剂疫苗，包括对聚乙二醇和聚山梨酯有过敏性反应的人都不应接种疫苗。但有与疫苗或注射药物无关的严重过敏性反应的人，或有口服药物过敏史或有严重过敏性反应家族史的人则可以接种疫苗。英国药品与保健品管理局（MHRA）建议任何对疫苗、药物或食物有严重过敏反应的人都不应该接种 。
根据以色列卫生部的说法，在一小群16-30岁的男性中，第二剂辉瑞疫苗与轻度心肌炎之间可能有關聯性。在2020年12月至2021年5月期间，在500万名接种者中出现了275例心肌炎，其中95%被归类为轻度心肌炎。 类似现象也在美国mRNA疫苗（辉瑞或莫德纳疫苗）接种者当中被观察到。 欧洲药品管理局7月9日证实，接种mRNA疫苗之后存在心肌炎或心包炎的稀有案例，主要发生于接种14天之内（多为第二剂）的年轻男子。该管理局建议将心肌炎及心包炎列为辉瑞及莫德纳疫苗可能的副作用。
据香港衞生署藥物辦公室发布的安全监察报告显示，截止至2021年5月30日，共发生1,502宗不良反应报告，佔疫苗接種總劑量的0.11%。

### 疫苗副作用
香港特別行政區政府設立之「疫苗接種計劃網站」雖指出「復必泰疫苗可能引起副作用，但並非所有人均會有副作用。一般而言，復必泰疫苗常見的副作用通常輕微而且是暫時的。部份人士亦可能出現較嚴重，但一般較罕見的異常反應」，但同時亦承認「事實上，新冠疫苗的研發期相比一般疫苗被大大壓縮，因此不能完全排除在大規模人口接種後可能會出現罕見或未能預見的嚴重異常反應。(It is a matter of fact that the research and development period of COVID-19 vaccines is greatly compressed as compared to other regular vaccines. Hence, the occurrence of rare or unpredictable severe adverse event after widespread vaccination on the population cannot be completely ruled out.)」

### 不良反應事件及引起的輿論戰
2021年1月15日，挪威政府公布一份有23人接种辉瑞/BioNTech疫苗后死亡的报告，而死者的年龄均在75岁以上。挪威之后发出警告，需要留意健康状况不佳的老年患者在接种疫苗后，可能会因为常见和已知的副作用而加重患者本身严重的病情，但强调这并不意味着老年人的死亡与接种疫苗存在因果关系。1月17日，挪威的死亡人数累积至29人，挪威当局表示已评估其中13宗死亡个案，并正在评估另外16宗个案。1月18日，挪威公共衛生研究所负责人卡米拉·斯托尔滕贝格对于有33位老年人接种疫苗后死亡的案例作出回应，指其中13位死者是「超高龄」而且「体能极其虚弱」，本身也有「严重疾病」，因此目前没有任何证据显示接种疫苗和這些老年人的死亡有关联。同日，欧洲药品管理局发表声明表示「迄今为止，尚未确认疫苗有任何具体问题」，發言人又稱每当发生一起死亡或一起严重事故，当局都會展开调查，研究是否由疫苗引起的副作用。世界卫生组织在1月22日發出的聲明稱沒有證據表明挪威老年人的死亡是接種疫苗所導致。挪威有多名老年人接种辉瑞疫苗后死亡的消息受到中国大陆媒体的广泛报道后，更一度引发中华人民共和国与美国、法国及德国媒体的舆论战。
2021年1月下旬，中華人民共和國外交部發言人趙立堅在推特轉發一則新聞標題為「德國注射輝瑞疫苗後已有10人喪生」的推文。而中國環球電視網主播劉欣也在推文中附和稱德國有10人接種輝瑞疫苗後死亡，並質疑BBC、CNN、路透社及美聯社等歐美媒體竟然沒有追踪報導，又批評西方媒體對中國的質疑是“无端指责”。《環球時報》亦質疑英美媒體對注射輝瑞疫苗後發生的死亡事件視而不見，又稱中國推出的滅活疫苗在安全性方面肯定比輝瑞疫苗使用的mRNA技術更有基礎。德國媒體爭相查證後，最終宣称「德國已有10人喪生」是「假消息」，中國大陸媒體散播疫苗「假消息」卻引起德國媒體關注，德國《明鏡周刊》直接以《中國的疫苗夢碎》（Chinas Impfstoffdebakel）為標題報導，指出中華人民共和國是最早發生這次病毒性肺炎疫情的國家，可以比其他國家更早研發疫苗及領先國際，奈何在疫苗競賽中卻被歐美製藥公司捷足先登，中華人民共和國官方媒體於是「捏造」關於西方國家疫苗的「假消息」抹黑歐美藥廠的疫苗。法国国际广播电台引述法國《觀點周刊》以《中國詆毀輝瑞疫苗以掩蓋自身疫苗的失敗》為標題的報導，該周刊稱：中國大陸疫苗受到質疑後，中華人民共和國官方媒體便將一些人的死亡歸咎於美國研製的疫苗，又引用未有披露姓名的「中國專家」觀點，以「極具民族主義」情緒的口吻，宣稱老年人不要接種使用傳訊核糖核酸（mRNA）技術製造的輝瑞疫苗。

## 各地應用情況

### 香港
2020年8月27日，復星醫藥與雅各臣科研製藥簽訂意向書，後者將獲得潛在1000萬劑BioNTech研發中的BNT162疫苗，可供在香港及澳門銷售，並為復星醫藥在香港及澳門的銷售、營銷及分銷有關疫苗提供支援服務，包括提供藥物警戒、處理境內和境外物流，以及法規事務的技術及聯絡支援。
2020年12月11日下午，香港特首林鄭月娥在記者會稱已經採購製造商為「復星醫藥、德國藥廠BioNTech、輝瑞藥廠」的疫苗，這種疫苗使用mRNA核糖核酸的技術，首批的100萬劑最快於明年第一季運抵香港，又稱將透過《預防及控制疾病條例》下之機制，以訂立臨時附屬法例的形式緊急批准此疫苗在香港註冊。當日深夜，食物及衞生局發出新聞稿稱，政府是與復星醫藥達成協議，採購由復星與德國藥廠BioNTech合作研發的疫苗，而輝瑞則為BioNTech在中國大陸及港澳台地區以外區域的合作夥伴。
2020年12月12日早上，食物及衞生局局長陳肇始在電台節目上解釋，這款BioNTech疫苗，由復星、BioNTech、輝瑞合作以mRNA核糖核酸技術研發，該款疫苗需要冷藏技術儲存，將會作為日後展開中央接種之用，陳強調疫苗是在歐洲製造，復星主要擔當接洽的角色，陳又稱這疫苗「有同輝瑞一齊合作研發」，已預購750萬劑，首批100萬劑疫苗在明年第一季交付。同日，政府疫苗顧問專家委員會成員之一的香港中文大學呼吸系統科講座教授許樹昌表示，通過復星醫藥供應香港的BioNTech疫苗是美國輝瑞藥廠與德國BioNTech合作研發的同一款疫苗，復星醫藥則為代理商，負責該款疫苗的運輸及儲存。香港家庭醫學院的醫生亦指出，由復星供應香港的復必泰疫苗其實是德國BioNTech和美國輝瑞合作研發的同一種疫苗，復星醫藥屬於該種疫苗在香港的分銷商，所以復必泰疫苗的技術及成分跟輝瑞疫苗是完全一樣。
2021年1月21日，大昌行旗下公司奧利佳宣布獲上海復星及雅各臣藥業委任為復必泰在香港的物流合作伙伴。
2021年1月25日，使用傳訊核糖核酸（mRNA）技術開發的BNT162b2疫苗獲香港特別行政區政府食物及衞生局局長按照香港法例第599K章《預防及控制疾病（使用疫苗）規例》批出緊急使用認可。BNT162b2疫苗獲得香港批准緊急使用後，生產商BioNTech及分銷商復星醫藥隨即宣佈供應香港的首批100萬劑疫苗已經完成生產，將於2月尾運送到香港；此外，香港使用的BioNTech疫苗均於德國製造。
2021年2月27日，首批供應香港及澳門的BNT162b2疫苗，於當日早上由德國法蘭克福運扺香港國際機場，當中58萬5千劑轉運到大昌行偉利佳位於葵涌偉倫中心的中央物流配送倉庫，其餘的10萬劑轉口到澳門。這批疫苗的外盒標有繁體字的中文商品名「復必泰」，而瓶身使用德國BioNTech命名的（Comirnaty）原裝英文標籤。
2021年3月10日，香港正式開始復必泰疫苗的接種工作，首星期將率先開放由醫院管理局負責營運的社區疫苗接種中心，其後由其他外判承辦機構營運的社區疫苗接種中心也將陸續提供接種復必泰疫苗的服務。
2021年3月24日，香港特區政府在上午10時發出新聞稿稱收到BioNTech疫苗的香港代理商復星醫藥的書面通知，批號為「210102」的疫苗藥瓶封蓋有瑕疵，批號為「210104」的疫苗也需要封存停用，今日起將停止配送疫苗到各接種中心。雖然特區政府在社區接種中心在早上8時開放前已接獲代理商通報需要停用疫苗，但特區政府卻延誤向接種中心及傳媒發放資訊達兩小時，導致各接種中心在接報關閉前已有1,080人接受注射。有已預約接種疫苗的市民正於接種中心輪候打針，當得知突然停止接種BioNTech疫苗時大表不滿，斥責政府荒謬及浪費市民時間，批評特首林鄭月娥及食物及衛生局長陳肇始無能，有市民批評政府及代理商無理由在這批疫苗被接種到現在，才突然稱這批次的疫苗有問題，並表明即使未能接種BioNTech疫苗，也不會接受任何來自中國的疫苗。BioNTech疫苗的香港代理商復星醫藥受到疫苗停用的消息影響，當日在港交所及上交所的股價均下挫超過6%。
2021年3月29日，復必泰疫苗的香港代理商復星醫藥計劃從德國運送另一批疫苗來港，以更換包裝發生問題的疫苗。
2021年4月1日，衞生署署長陳漢儀在記者會稱，BioNTech在中期調查報告中懷疑其德國工廠在封裝疫苗時的壓接工序有偏差，使鋁質金屬環無法完全緊箍疫苗瓶頂，影響疫苗瓶的密封性，在−71 °C（−96 °F）下會有空氣經疫苗瓶的塑膠塞滲入瓶內，當疫苗被轉到2 °C（36 °F）至8 °C（46 °F）放置時，封蓋塑膠塞會恢復彈性，滲入的空氣在密封狀態下便無法排出，使瓶內氣壓增加，可能會導致疫苗出現滲漏。負責統籌疫苗接種工作的公務員事務局局長聶德權稱，由BioNTech安排另一藥廠百特國際（Baxter）在德國協助生產的新一批30萬劑復必泰疫苗，將會於4月2日運抵香港，可於4月5日重啟接種復必泰疫苗。4月29日，特區政府發言人稱已接獲疫苗生產商BioNTech通知，德國廠方將收回涉及瓶蓋壓接偏差的批號為「210102」及「210104」的兩批疫苗，及會提供新貨替換。
香港自2021年3月10日起為香港居民提供免費接種兩劑復必泰疫苗的服務。至於接種後出現的不良反應方面，包括有血管迷走神經性昏厥、皮膚出現紅疹、暈眩、昏厥、手部或四肢感到痲痺、心悸及血壓上升等，大部分人無須住院治療。另接獲兩宗孕婦流產的報告。
截至2021年8月31日，接種復必泰疫苗後14日內的死亡個案共有14宗。
2023年1月6日，复星医药宣布，自2023年1月6日起，该公司开始为香港的私营医疗体系供应复必泰二价疫苗，有需要人士可在提供复必泰二价疫苗的诊所或医疗机构进行自费接种。复星健康平台亦于当日正式开启复必泰二价疫苗赴港接种预约，同时复星健康也与京东健康、美团、阿里健康、百度健康、微医、春雨医生等平台陆续开展合作，有需求的用户可通过上述任一平台进行线上预约，预约成功后即可赴港自费接种复必泰二价疫苗。此前在2022年12月27日，复星健康平台上线赴港复必泰二价疫苗的接种意向登记。

### 澳門
澳門特別行政區政府衛生局在2020年12月14日舉行記者會，透露已經訂購40萬劑BioNTech開發的mRNA疫苗。由復星醫藥代理的BioNTech疫苗將會在德國、法國或比利時生產。與香港特區政府最初的做法不同，香港特首林鄭月娥曾宣稱香港市民不能選擇疫苗品牌。而澳門特首賀一誠則在12月20日表示，澳門市民可自行選擇接種哪一款疫苗。隨後林鄭月娥在12月23日的記者會上稱，香港市民可以自行選擇疫苗品牌。當記者問及，是否因為澳門特首賀一誠，稱澳門市民有得選擇接種疫苗品牌而改變初衷時，林鄭月娥否認改變先前自己的說法，並回應稱「可能上次講得不清楚」。
2021年2月27日，德國BioNTech生產的mRNA疫苗經香港運抵澳門，之後送到仁伯爵綜合醫院的冷藏庫保存。首批到達澳門的mRNA疫苗，有10萬劑。第二批10萬劑，則預計在3月到貨。澳門接種疫苗預約網站於3月3日開放選項，以供澳門市民選擇接種BioNTech的mRNA疫苗。雖然澳門已經引入中國醫藥集團（國藥）BBIBP-CorV滅活疫苗，但國藥疫苗屬於有條件上市，中國大陸藥品監督管理局亦建議，國藥疫苗應限制使用於18至59歲的人群。因此澳門規定60歲或以上人士，必須填寫報評估表及健康狀況良好，才可接種國藥疫苗。而BioNTech的mRNA疫苗在澳門，不設接種年齡上限，並開放予60歲或以上人士預約接種。
澳門衛生局在3月3日表示，截至中午，有4,000人，預約接種mRNA疫苗。當中60歲以上人士，有1,470人次預約接種mRNA疫苗。另有100名預約接種國藥疫苗的60歲以上人士，因未能通過網上問卷評估，當中有50人，已轉為預約接種mRNA疫苗。
澳門衛生局在3月24日早上，稱因為收到mRNA疫苗代理商復星醫藥通知，在澳門使用的疫苗批次的藥瓶封蓋有問題，需要停止使用mRNA疫苗。
因疫苗包封裝有瑕疵，代理商復星醫藥從德國進口另一批共19,500劑的mRNA疫苗，於4月2日經香港國際機場，運抵澳門仁伯爵綜合醫院。在驗收合格後，於4月3日中午恢復mRNA疫苗的預約，4月5日恢復接種mRNA疫苗。

### 臺灣
中華民國衛生福利部部長陳時中在2021年2月17日表示，台灣在2020年直接與BioNTech聯繫購買疫苗，但在同年12月即將與BioNTech簽訂500萬劑疫苗的合約時未能完成簽約，承認購買BioNTech與輝瑞合作研發的疫苗時受到阻礙。路透社在2月18日報導BioNTech已透過電郵發出聲明，表示仍計劃向台灣提供疫苗，又在聲明稱：「BioNTech致力協助世界各地終結疫情，我們打算提供台灣疫苗也是這項全球承諾的一部分。相關討論仍在進行，BioNTech也會更新相關消息。」
2021年3月末，上海復星聞訊表示希望售賣輝瑞疫苗到台灣。然而隨著台灣研發疫苗的進展，台灣對輝瑞疫苗的需求下降，原有採購輝瑞疫苗的份額，將會通過莫德納疫苗及高端、聯亞開發的國產疫苗替補。陳時中表示主要是從復星購買一事，在法規層面上，由於過往的品管問題，台灣尚未開放採購中國大陆疫苗的緣故，陳也表示大陆從未透過任何管道表示願意提供疫苗給台灣，就只有政治人物一直在喊话。對此，國民黨立委賴士葆表示：民進黨政府以中國大陆製為理由將疫苗的取得模糊化成政治打壓，實際上所謂的“政治因素”就是上海復星台灣、中國大陸代理權的問題，如果台灣欲跳過上海復星直接跟BioNTech談，當然不會獲得同意，這是在商言商的商業模式，勿將健康問題政治化。
儘管如此，外國疫苗上市以来，台湾各界曾多次对外宣称想购买及已经洽談引入辉瑞疫苗。综合各家媒体报道，2021年中华民国政府称已与BioNTech接触购买500万剂疫苗，但在最后签约时生变，台灣政府表示是受到“外部介入”。部分媒體認為，中华民国政府绕过疫苗大中华区总代理商上海复星，直接跟原厂订购，因不符合公司的利益才惨遭退貨。5月22日復星在接受新華社訪問時再度表示願意提供疫苗，並且已經有台湾的一些机构与公司就紧急采购事宜进行接洽。而台灣陳時中方面表示沒有收到任何人的申請，國台辦回應稱此說法無中生有。中华民国衛生福利部部長陳時中在2021年5月27日說明購買輝瑞疫苗遇到的情況，衛福部在2020年8月已經與BioNTech洽購疫苗，雙方在2021年1月初談好合約內容，但是到討論發布新聞稿時就開始生變，BioNTech在2021年1月8日突然要求調整中文版新聞稿的「我國」二字，衛福部當日回應同意將「我國」改為「台灣」，BioNTech到1月15日又以調整供應量為理由將簽約日期延後15週，不是合約本身的問題，而是因為合約以外的因素。
2021年7月11日，上海复星宣佈旗下子公司復星實業與鴻海精密、永齡基金會、台積電及裕利醫藥簽訂銷售協議，將銷售1000萬劑BNT疫苗。鴻海精密與台積電於隔日（12日）在台灣證券交易所發佈重大訊息證實。7月21日，慈濟基金會宣佈也與復星實業完成500萬劑BNT疫苗採購及捐贈合約簽訂。上海復星在合約範本中曾經要求台灣提供接種者的醫療紀錄及授權在台灣收集及審查接種者的資料回報給藥廠統計，但台灣政府表明拒絕提供接種者的個人資料，而復星最後放棄此要求。經代理商上海復星購買BNT疫苗的售價為每劑35美元，復星每劑賺8.5美元，而歐盟購買同款疫苗僅為每劑23.22美元。台灣政府要求疫苗標籤不能出現復星、復必泰的中英文名稱，必須完全以本地字做客製化，而另外製作、黏貼標籤需要額外三周的時間；陳時中回應称貼標籤是疫苗製造過程中最不花時間的項目；行政院長蘇貞昌亦宣称疫苗是原廠標籤直送台灣，沒有換標籤延誤的問題。
但到同年8月25日，传媒爆料在鴻海創辦人郭台銘親赴歐洲溝通「搶貨」下，最快8月底將由裕利公司就會運送一批原本排程之外的非台灣所客製化的BNT疫苗，而標籤可能就是郭台銘在捷克接種的「Comirnaty」英文疫苗。但《路透社》在2021年8月25日指出，台灣其實是取得外盒印有「復必泰」中文字的BNT疫苗，而且是來自上海復星的棄單，對於這批BNT標籤可能出現何種字樣，陳時中面對提問時表示「當然上面有相關中文字，但瓶裝上沒有」，陳也補充「內容物安全有效、從原廠來的最要緊」，不過根據台灣衛福部公告，這批確實是復星公司另案代理本要銷往他處（中國大陸）的疫苗，不但是印有「復必泰」的中文外盒包裝，瓶身上也有復星醫藥等簡體字樣，該部稱雖然這與原約定的標示方式不同，但買方與政府兩者都願意積極爭取這批疫苗早日運來，稱在標示方式上可給予彈性。所以這批疫苗確定採用復星為中國大陸市場而設的客制化包裝，外盒除了印有簡體字的「復必泰」，瓶身也使用簡體字標籤。《紐約時報》在8月27日推測，中國認為引進外國疫苗會打擊中國民眾對中國國產疫苗的信心，繼而阻礙全民疫苗接種計劃的推行，而完成審定的藥監局直到2021年8月仍沒有對復星一直爭取引入的「復必泰」發出上市許可，當局已經到客製化的最後步驟又突然棄單動機不明，但導致復星無法把已向德國BioNTech訂購的疫苗運入中國大陸境內，唯有放棄大批現貨及把這些包裝印有「復必泰」的中文疫苗交由德國BioNTech分配給其他買家，而台灣之所以能立即獲得分配，就是拿到其中一部分復星的棄單，其餘的剩餘「復必泰」則被分配到歐洲在內的其他國家。
2021年9月2日，第一批93.2萬劑BNT疫苗由盧森堡國際貨運航空的CV7962班次貨機運抵台灣桃園國際機場，將會先供12歲至17歲的學生及18歲至22歲的青年施打。該批疫苗覆蓋有復必泰的簡體中文布條，引發台灣方面爭議，接機人員則在卸貨前將其收走，對此台積電表示，得知布條是廠商首批派送時的宣傳慣例，經通知上海復星後已經取下，指揮官陳時中認為，這樣是好的結果。
2022年4月28日，行政院說明，將有400萬劑「輝瑞/BNT疫苗」，其中包括220萬劑「兒童疫苗」、180萬劑「成人疫苗」，近期也將完成簽約，預計5月到貨。在下午記者會中，指揮中心指揮官陳時中表示，「輝瑞兒童疫苗」基本技術性資料已備妥，下午衛福部食藥署就會舉行專家會議審核。傍晚，指揮中心指揮官陳時中正式宣布，已與輝瑞、BNT、上海復星簽約，採購「成人」和「兒童」劑型「COVID-19疫苗」，共計400萬劑；另外，食藥署下午也通過兒童劑型的「輝瑞疫苗」的緊急使用授權（EUA），並說，「輝瑞兒童疫苗」緊急使用授權通過後，因ACIP（衛生福利部傳染病防治諮詢會預防接種組）之前就已經開會討論，通過「5到11歲」（兒童）可使用輝瑞的兒童劑型疫苗可接種、也能做「基礎加強劑」。根據疫苗仿單，兩劑的間隔最短不能低於21天，ACIP則建議至少間隔12週以上。也補充，輝瑞BNT新採購的疫苗最快五月中旬前抵台，但希望能越早越好。
2022年5月5日，指揮中心宣布，日前簽約採購的400萬劑「成人」和「兒童」的「輝瑞BNT疫苗」，「成人劑型」首批185.7萬劑，將在8日從歐洲起飛預計，9日抵台，5月下旬起優先提供「青少年」施打第3劑（追加劑），會請教育部盡快啟動家長意願調查，盼5月下旬可在校園接種；至於「兒童劑型」首批77.76萬劑預計12日抵台，最快20日提供「5至11歲」（兒童）接種，劑量是成人的3分之1，相較「莫德納兒童疫苗」提供6到11歲接種，「輝瑞兒童疫苗」可讓5到11歲施打，已通過食藥署EUA，待相關程序完成，就會啟動家長意願調查。

### 中國大陸
復星醫藥在2020年3月向德國BioNTech購得使用mRNA技術開發的新型冠狀病毒疫苗在中國大陸的代理權。复星医药最初计划引入的型号是BNT162b1，而不是后来由BioNTech与辉瑞合作研发成功的BNT162b2。复星医药向国家药品监督管理局提交在中國境內進行BNT162b1的第一、二期臨床試驗的申請於2020年7月14日獲得受理。复星医药在8月5日宣布在中国大陆进行的BNT162b1第一期臨床试验有144位受试者已注射疫苗或安慰剂，並根據先前在美國及德國進行的早期試驗將BNT162b1疫苗的劑量定為10微克及30微克，在9月4日顯示受试者的免疫效果良好，但由於輝瑞與BioNTech在此時已決定集中試驗更小機會出現嚴重過敏反應的BNT162b2，而且他們的測試進度明顯較快，輝瑞在10月18日更向英國媒體透露在比利時的疫苗廠已經生產了數十萬劑疫苗，顯示BNT162b2在第三期臨床測試的數據及結果很大機會可通過美國食品藥品管理局的審批，复星医药于11月初放弃BNT162b1的试验，改为引入辉瑞与BioNTech合作开发的BNT162b2到中国大陆，並採用輝瑞與BioNTech在BNT162b2第二、三期臨床試驗所得到的數據和結果，在中國進行BNT162b2的臨床橋接試驗，以縮短向中国药监局申請使用许可的所需時間。復星醫藥在2020年11月13日获得中国药监局的批准，可在中國大陸展開BNT162b2的第二期临床试验，其後於11月24日開始在江蘇省泰州市及漣水縣進行有960名受試者的第二期临床试验，作为向中国药监局申請授權使用BNT162b2疫苗的其中一个步骤。
复星医药在2020年12月向BioNTech购买首批5000万剂BNT162b2疫苗以供在中国大陆市场销售，并向BioNTech支付1.25亿欧元作为这笔2.5亿欧元采购协议的预缴款，而根据2020年3月的合作协议，BioNTech将会在2021年为复星医药预留1亿剂疫苗供给中国大陆。復星醫藥在中國大陸境內測試的疫苗，一直由BioNTech在德國製作及提供，雙方的合作協議亦定明供應中國大陸的首批疫苗將由德國生產及進口，之後或容許通過授權在中國大陸境內製造。《財新網》報導稱復星醫藥計劃與德國BioNTech在中國大陸設立合資公司，在中國大陸境內建立mRNA疫苗生產基地，一期項目的疫苗產量可達每年2億劑。2020年12月起，BNT162b2疫苗已經先後獲得英國、美國、加拿大及歐盟的藥監部門發出緊急使用授權，然而由复星医药担任中国大陆代理商的BNT162b2疫苗却仍在第二期临床试验阶段，由於未取得国家药品监督管理局准许注册上市，复星医药已向BioNTech预购的5000万剂BNT162b2疫苗亦不能付运，而截至2021年3月，中国药品监督管理局也未批准任何外国研发的疫苗在中国大陆上市，中國國內媒體卻從2020年起一直大量報導由西方國家開發的疫苗的各種負面消息，包括指称辉瑞和BioNTech合作研发的疫苗牵涉多起死亡事故并加以隐瞒。在2021年2月9日晚上的中國外交部吹風會上，有德國記者對中國媒體報導輝瑞疫苗引致一些人死亡的事件提出質疑，外交部副部長秦剛回應稱中國媒體關於歐洲疫苗出現問題的報道，不是中國媒體自己編造的，而是引用了西方媒體的報道。
中國科學院院士、中國疾控中心主任高福在接受《新华网》訪問時稱滅活疫苗是技術最成熟及最安全可靠的疫苗，而且中國累積了豐富的成功經驗。高福表示歐美不採用滅活技術是因為歐美國家當下缺乏三級生物安全的生產設施，而中國當局將三級生物安全實驗室的環境轉化為符合大量生產疫苗的需求。另一方面，歐美研發mRNA技術原本是給癌症病人治療癌症的，現在拿來給健康的人使用，很難說未來會不會有副作用，但至少不能排除，而中國的滅活疫苗步伐不但走得快，效果也很好。
2021年4月13日，在微信有一則「辉瑞疫苗抵达中国」的訊息流傳，內容稱復星集團宣布第一批辉瑞疫苗已经抵达中国，又稱經過嚴格的臨床試驗顯示輝瑞疫苗有效性、安全性、持久性，與輝瑞公司、世衛組織、歐洲藥品管理局、《自然》、《科学》、《柳叶刀》等海外公佈數據一致，保護率達到95%，但是輝瑞疫苗需要自費接種。不過有關訊息於當日中午被全部屏蔽。4月16日，《環球時報》總編輯胡锡进在微博發文稱「有人表示能帮我搞到辉瑞的接种」，但害怕遇上不良反應導致面癱，所以最後還是接種了國藥疫苗，雖然胡锡进不久便將這篇發文刪除，但他聲稱能夠搞到輝瑞疫苗，卻引起網絡上的議論，質疑輝瑞疫苗是否只供和他一樣的特殊階級使用，而且中國藥監局仍沒有批准輝瑞疫苗在中國大陸上市，質疑若果不是有走私的辉瑞疫苗在中国大陆流通，就是有人在提供假疫苗。
2021年4月16日，《華爾街日報》報導指中國官方內部有消息稱可能在7月前批准使用美國輝瑞與德國BioNTech合作研發的mRNA疫苗，這將會是中國藥監批准上市的首種外國疫苗。報導稱復星醫藥在2020年12月為中國市場向BioNTech訂購1億劑疫苗，但復星要求引入的疫苗至今仍未得到中國藥監局批准上市，而在中國的外國企業一直要求中國藥監部門批准使用輝瑞疫苗，以便國際旅行及往來，報導又稱中國可能為配合在北京舉辦的2022年冬季奧林匹克運動會而對輝瑞疫苗放行，不過何時批准仍有政治及民族主義等因素的考慮，而批准時間很大視乎國際間對中國疫苗的認可態度。2021年4月23日，《環球時報》在其英文版稱復星醫藥引入的BNT162b2很大可能在7月前，成為中國藥監局批准在中國大陸使用的首款進口疫苗，報導又稱上海市委書記李強與BioNTech創辦人兼總裁乌尔·萨欣曾經在4月21日進行視像通話，為BNT162b2在中國大陸獲發使用許可提供積極訊號，而這款被稱為「輝瑞疫苗」的BNT162b2已經以「復必泰」為名在香港及澳門使用中。2021年5月9日，復星醫藥發出新聞稿稱其子公司復星醫藥產業計劃與BioNTech各出資不超過1億美元成立合資公司，在中國生產mRNA新型冠狀病毒疫苗，年產量可達10億劑，復星將提供現金、廠房及生產設備等有形和無形資產，BioNTech則提供生產技術及技術許可等無形資產，預期可於6月簽訂協議，但新聞稿同時提到BNT162b2疫苗在中國大陸仍在第二期臨床試驗階段，能否上市及上市時間存在不確定性，而疫苗在商業化生產前，亦需要取得相關的許可及上市批准等。不過，復星醫藥在2021年7月說明中國藥監部門已經就引入疫苗完成基本的審定工作，又表示中國當局對引入提供了很大支持，而復星將建立mRNA疫苗生產線來確保供應，豐富中國國內的疫苗選項，並計劃作為已接種滅活疫苗人群的後續加強劑，並且加快審批下，有可能在8月間獲列入中國大陸的公費接種計劃，與滅活疫苗配合使用。
2022年4月23日，《明镜周刊》报道称由于之前中国科兴生物生产的疫苗未能得到欧洲药品管理局的承认，加之中国寻求自行研制mRNA疫苗，使得BNT162b2在中国大陆迟迟未能落地，报道还称由于上海等地疫情的发展，中方将在未来几周与BioNTech进行谈判，知情人士透露只要北京同意，BioNTech有能力满足全中国的疫苗需求。
美聯社在2022年5月25日發表社論稱中國研發的科興及國藥滅活疫苗效能明顯比輝瑞及莫德納等西方國家的mRNA疫苗差很多，尤其是面對變種病毒的時候，而原本採用中國疫苗的國家都已紛紛轉用歐美的mRNA疫苗作為新接種疫苗及追加劑，中國產疫苗在國際上已經被拋棄，中國當局也很清楚其國產疫苗不及西方國家的mRNA疫苗，單靠中國目前的疫苗難以應付疫情的發展，雖然中國復星醫藥已採購輝瑞和BioNTech合作研發的復必泰疫苗供中國大陸境內使用，但中共領導人習近平把政治和民族自豪感置於公共衛生之上，遲遲不肯批准西方疫苗在中國大陸使用，而寄望中國可開發出自己的mRNA疫苗，寧願選擇持續進行大範圍的封控措施，等待中國mRNA疫苗可投入應用，但這個決定已造成中國出現重大經濟損失及需要承受大量次生災害。
2022年11月，BioNTech首席运营官颇尔廷表示，中国官方正考虑批准复必泰疫苗在中国的紧急使用权，允许在华外籍人士接种复必泰疫苗。12月22日晚，累计1万1500剂的复必泰疫苗抵达德国驻华大使馆，将为在华德国公民接种。

### 泰國
泰國衛生部在2021年7月11日指出，該國有67萬7348名完成接種兩劑中國科興疫苗的醫護人員，但在4月至7月仍有618人確診，當中1名醫護死亡，另有1人重症，目前情況危急，衛生部因此決定為全國醫護人員追加施打多一劑輝瑞疫苗或阿斯利康疫苗。美國捐贈的150萬劑輝瑞疫苗將於7月底送達，而泰國政府採購的2000萬劑，則於10月後交付。

### 以色列
以色列於2020年12月19日正式開打輝瑞疫苗，在高危人群及老年人接種後，到2021年1月26日已開放到16至18歲的年輕人接種。截至2021年2月16日國內約有900萬人口之中，已有380萬人接種輝瑞疫苗，當中240萬人完成兩劑注射，大部分的疫苗供应来自比利时。以色列衛生部在2月23日表示，在推行全國注射疫苗期間，已將接種輝瑞疫苗的人口統計數據交由以色列克拉利特研究所與美國哈佛大學進行大型研究，這個涵蓋近120萬人的研究，將60萬名已接種疫苗的人士，與60萬名年齡及健康等狀況相近的未接種疫苗人士進行比對分析，結果顯示16歲以上人士接種兩劑輝瑞疫苗的預防感染有效率達到94%，而即使接種一劑在兩星期後的有效率也達到57%，單劑亦可發揮62%的預防重症有效率，同時顯示該疫苗對60歲以上的年長人士同樣有效。這個在以色列進行的大型研究與之前的臨床測試在受控環境下進行不同，是次研究的數據取自實際環境，能夠反映輝瑞疫苗在現實世界運作中的成效，而結果亦顯示與輝瑞製藥之前自身發表的第三期臨床測試報告的95%有效率大致吻合，這個大規模研究的結果反映輝瑞疫苗效果良好，可增強公眾對接種疫苗的信心。在以色列進行的輝瑞疫苗大規模實際環境研究數據已於2021年2月24日在《新英格蘭醫學期刊》發表。
2021年5月5日，以色列研究團隊再於《柳葉刀》發表一篇數據採集自以色列全國接種疫苗計劃的研究報告，報告指出截至2021年4月初，以色列全國已有近500萬人完成接種兩劑輝瑞疫苗，佔全國超過70%的人口。接種第二劑第7天的預防感染有效率為95.3%，預防死亡的有效率達到96.7%，接種第二劑後的第14天後預防感染有效率提高至96.5%，預防死亡的有效率為98%；至於只接種一劑疫苗的第7天至第14天，預防感染有效率為58%，預防入院有效率有76%，預防死亡有效率為77%，整體保護效果明顯不如接種兩劑疫苗，這反映完成注射兩劑疫苗的重要性。
2021年7月5日，以色列卫生部表示，辉瑞疫苗在预防德尔塔变异毒株引發的2019冠狀病毒病有效率下降约30%至64%，但對預防病情惡化仍相當有效，在6月時預防重症及住院數據為93%。9月初，輝瑞首席科學家在一場Zoom會議上稱，以色列是輝瑞疫苗的「某種實驗室」，流出後引發極大爭議。以方緊急滅火，該國衛生部門聲稱，沒有私下有別的不公開協議，強調輝瑞疫苗以外選擇很多。

## 偽造輝瑞疫苗
《華爾街日報》在2021年4月21日報導稱在墨西哥、波蘭發現假輝瑞疫苗。在墨西哥有診所被發現以每劑1,000美元的價格為80人注射假輝瑞疫苗，這些被注射假疫苗的人士暫時未有不適症狀。波蘭執法部門在一名男子的住所，搜獲貼有輝瑞疫苗標籤的藥瓶，但藥瓶內的物質經評估後為抗皺注射液，波蘭當局相信這批假疫苗未有流入市面。輝瑞藥廠在接受查詢時確認查獲假疫苗的事件，表示將會與各地執法單位及醫療機構合作，掃蕩偽造疫苗，並強調輝瑞新型冠狀病毒疫苗目前只供應予各地政府，真正的輝瑞疫苗絕不會在網絡上出售。

## 外部連結
- BioNTech COVID-19（页面存档备份，存于）（BioNTech COVID-19疫苗官方網頁）
- The Facts About Pfizer and BioNTech’s COVID-19 Vaccine（页面存档备份，存于）（輝瑞製藥COVID-19疫苗官方網頁）